# دوري آيسلندا الممتاز 1925
دوري آيسلندا الممتاز 1925 (بالآيسلندية: Efsta deild karla í knattspyrnu 1925) هو الموسم 14 من  دوري آيسلندا الممتاز. الذي يشرف على تنظيمه اتحاد آيسلندا لكرة القدم، وكان عدد الأندية المشاركة فيه  4، وفاز فيه نادي فرام.